# Липова (Бакау)
Липова (рум. Lipova) насеље је у Румунији у округу Бакау у општини Липова. Oпштина се налази на надморској висини од 246 m.

## Становништво
Према подацима из 2002. године у насељу је живело 2950 становника, од којих су сви румунске националности.

### Хронологија
| Година       | 1992 | 1993 | 1994 | 1995 | 1996 | 1997 | 1998 | 1999 | 2000 | 2001 | 2002 | 2003 | 2004 | 2005 | 2006 | 2007 | 2008 | 2009 | 2010 | 2011 | 2012 | 2013 | 2014 | 2015 | 2016 | 2017 |
| ------------ | ---- | ---- | ---- | ---- | ---- | ---- | ---- | ---- | ---- | ---- | ---- | ---- | ---- | ---- | ---- | ---- | ---- | ---- | ---- | ---- | ---- | ---- | ---- | ---- | ---- | ---- |
| Становништво | 3114 | 3047 | 2984 | 2945 | 2902 | 2904 | 2901 | 2937 | 2927 | 2993 | 2989 | 3024 | 3024 | 3073 | 3081 | 3105 | 3162 | 3202 | 3194 | 3191 | 3211 | 3225 | 3215 | 3197 | 3202 | 3210 |